# Lev Korčebokov
Lev Nikolaevič Korčebokov (in russo Лев Николаевич Корчебоков?; Carskoe Selo, 13 febbraio 1907 – Riga, 16 settembre 1971) è stato un allenatore di calcio e calciatore sovietico, di ruolo attaccante.

## Palmarès
- Campionato sovietico: 2

Dinamo Mosca: 1936 (primavera), 1937
- Coppa sovietica: 1

Dinamo Mosca: 1937